# English River Township
English River Township est un township du comté de Washington en Iowa, aux États-Unis,.
Il est fondé en 1845.

## Source de la traduction
- (en) Cet article est partiellement ou en totalité issu de l’article de Wikipédia en anglais intitulé « English River Township, Washington County, Iowa » (voir la liste des auteurs).